# Mundilfari (księżyc)
Mundilfari  (Saturn XXV) – księżyc Saturna, odkryty przez B.J. Gladmana i jego zespół w 2000 roku.
Krąży on po odległej orbicie, przeciwnie do kierunku obrotu planety. Zalicza się go do grupy nordyckiej księżyców Saturna. Mundilfari to imię jednego z olbrzymów w mitologii nordyckiej.